# Primærrute 55
Primærrute 55 er en primærrute mellem Nørresundby og Hirtshals i Vendsyssel.
Primærrute 55 starter ved Limfjordsbroen, ved mødet med sekundærrute 180. Den fortsætter forbi Aalborg Lufthavn, videre sammen med primærrute 11 mod Aabybro, og herfra videre forbi Pandrup og Løkken, til vest for Hjørring, ved primærrute 35's begyndelse. Ruten fortsætter herfra videre til Hirtshals Færgehavn, hvor den slutter ved Europavej E39.
Rute 55 har en længde på ca. 77 km.
- Primærrute 55 (Søndre Ringvej) ved Hirtshals, 2023
- Skilte foran det gamle mejeri i Vittrup